# Resolutie 1142 Veiligheidsraad Verenigde Naties
Resolutie 1142 van de Veiligheidsraad van de Verenigde Naties werd unaniem door de VN-Veiligheidsraad aangenomen op 4 december 1997, en verlengde de UNPREDEP-missie in Macedonië met negen maanden.

## Achtergrond
In 1980 overleed de Joegoslavische leider Tito, die decennialang de bindende kracht was geweest tussen de zes deelstaten van het land. Na zijn dood kende het nationalisme een sterke opmars, en in 1991 verklaarde onder meer Macedonië zich onafhankelijk. In tegenstelling tot andere delen van Joegoslavië bleef het er vrij rustig, tot 2001, toen Albanese rebellen in het noorden, aan de grens met Kosovo, in opstand kwamen. Daarbij werden langs beide zijden grof geweld gebruikt, en stond het land op de rand van een burgeroorlog. De NAVO en de EU kwamen echter tussen, en dwongen een akkoord af.

## Inhoud

### Waarnemingen
De UNPREDEP-missie speelde een belangrijke rol bij het bewaren van de vrede en stabiliteit in Macedonië. Intussen was eveneens bezorgdheid gerezen over de toestand in buurland Albanië. UNPREDEP werd nu in fasen afgebouwd en geherstructureerd. Macedonië vroeg dat het mandaat van de macht zou worden verlengd. Secretaris-generaal Kofi Annan meldde een aantal positieve ontwikkelen, zoals de stabilisatie in Albanië, maar dat de vrede en stabiliteit van Macedonië mede afhingen van de ontwikkelingen in de andere delen van de regio van ex-Joegoslavië.

### Handelingen
De Veiligheidsraad:
1. Besluit het mandaat van UNPREDEP een laatste keer te verlengen tot 31 augustus 1998 en vervolgens onmiddellijk het militaire component terug te trekken.
2. Vraagt de secretaris-generaal tegen 1 juni 1998 te rapporteren over de modaliteiten van die terugtrekking en mogelijke volgende internationale aanwezigheden in Macedonië.
3. Besluit op de hoogte te blijven.

## Verwante resoluties
- Resolutie 1126 Veiligheidsraad Verenigde Naties
- Resolutie 1140 Veiligheidsraad Verenigde Naties
- Resolutie 1144 Veiligheidsraad Verenigde Naties
- Resolutie 1145 Veiligheidsraad Verenigde Naties

Lijst ·  1093 ·  1094 ·  1095 ·  1096 ·  1097 ·  1098 ·  1099 ·  1100 ·  1101 ·  1102 ·  1103 ·  1104 ·  1105 ·  1106 ·  1107 ·  1108 ·  1109 ·  1110 ·  1111 ·  1112 ·  1113 ·  1114 ·  1115 ·  1116 ·  1117 ·  1118 ·  1119 ·  1120 ·  1121 ·  1122 ·  1123 ·  1124 ·  1125 ·  1126 ·  1127 ·  1128 ·  1129 ·  1130 ·  1131 ·  1132 ·  1133 ·  1134 ·  1135 ·  1136 ·  1137 ·  1138 ·  1139 ·  1140 ·  1141 ·  1142 ·  1143 ·  1144 ·  1145 ·  1146